# Štrukljeva vas
Štrukljeva vas je naselje v Občini Cerknica.